# Lahnfenster
Das Lahnfenster Hessen ist ein vom Regierungspräsidium (RP) Gießen betriebenes Gewässer-Informationszentrum an der Lahn in Gießen. Das teils unterirdische Gebäude bietet durch große Glasscheiben Einblicke in den Fluss, aber auch in den Fischaufstieg an der Klinkel’schen Mühle. Besucher können mit ein wenig Geduld Fische und andere Tierarten dabei beobachten, wie sie den Mühlgraben auf ihren Wanderungen zu Laichplätzen und Nahrungsquellen passieren. Als umweltpädagogischer außerschulischer Lernort, aber auch für Familien, interessierte Gruppen oder Einzelbesucher zeigt das beim Publikum beliebte Lahnfenster die Vielfalt der Bewohner in heimischen Gewässern. Das Bauwerk ist in Hessen einmalig und wurde nach Vorbildern in Aquitanien im Südwesten Frankreichs geplant.

## Geschichte
Um die Barrierefreiheit der Lahn am Wehr an der Klinkel’schen Mühle, unter der sich eine Wasserkraftanlage befindet, wiederherzustellen, wurde im Jahr 2007 durch die Stadt Gießen als Eigentümerin der Wehranlage eine Fischaufstiegsanlage in Betrieb genommen. Mit ihrer Hilfe können wandernde Fischarten wie Flussbarsche, Gründlinge, Döbel, Bachforellen, Rotaugen, Barben und andere Arten die 2,30 Meter Höhenunterschied überwinden, was ohne  Fischaufstieg vorher nicht möglich war. An der oberen Mündung der Fischaufstiegshilfe in die Lahn ließ die Obere Fischereibehörde beim RP Gießen einen unterirdischen 16 Quadratmeter großen Raum mit Fenstern errichten, der über eine Treppe bei freiem Eintritt erreichbar war.
Im ersten Jahr wurde das Angebot von mehr als 2800, bis zum Mai 2009 von 4700 Besuchern wahrgenommen, nach fünf Jahren waren 20.000 Besucher (4000 davon in Schulklassen) gekommen. Der Raum erwies sich gerade für den Besuch von (Schüler-)Gruppen als zu klein dimensioniert.
Die Erweiterung und der Umbau des Lahnfensters erfolgten anlässlich der Vorbereitungen auf die Landesgartenschau Gießen 2014 und wurden mit einem symbolischen Spatenstich am 7. November 2013 begonnen. Da die Bauarbeiten im Trockenen durchgeführt werden mussten, war die Fischtreppe während der Bauphase außer Betrieb, was von heimischen Anglern kritisiert wurde. Während dieser Phase musste zusätzlich der Wasserspiegel der Lahn für die Bauarbeiten rund einen Meter abgesenkt werden. Die Stadt Gießen ließ zeitgleich die bisherige Fußgängertreppe zu der Brücke über das Wehr zu einer Rampe umbauen, so dass das Lahnfenster von beiden Seiten des Flusses für Besucher barrierefrei erreichbar ist.

## Aktueller Stand

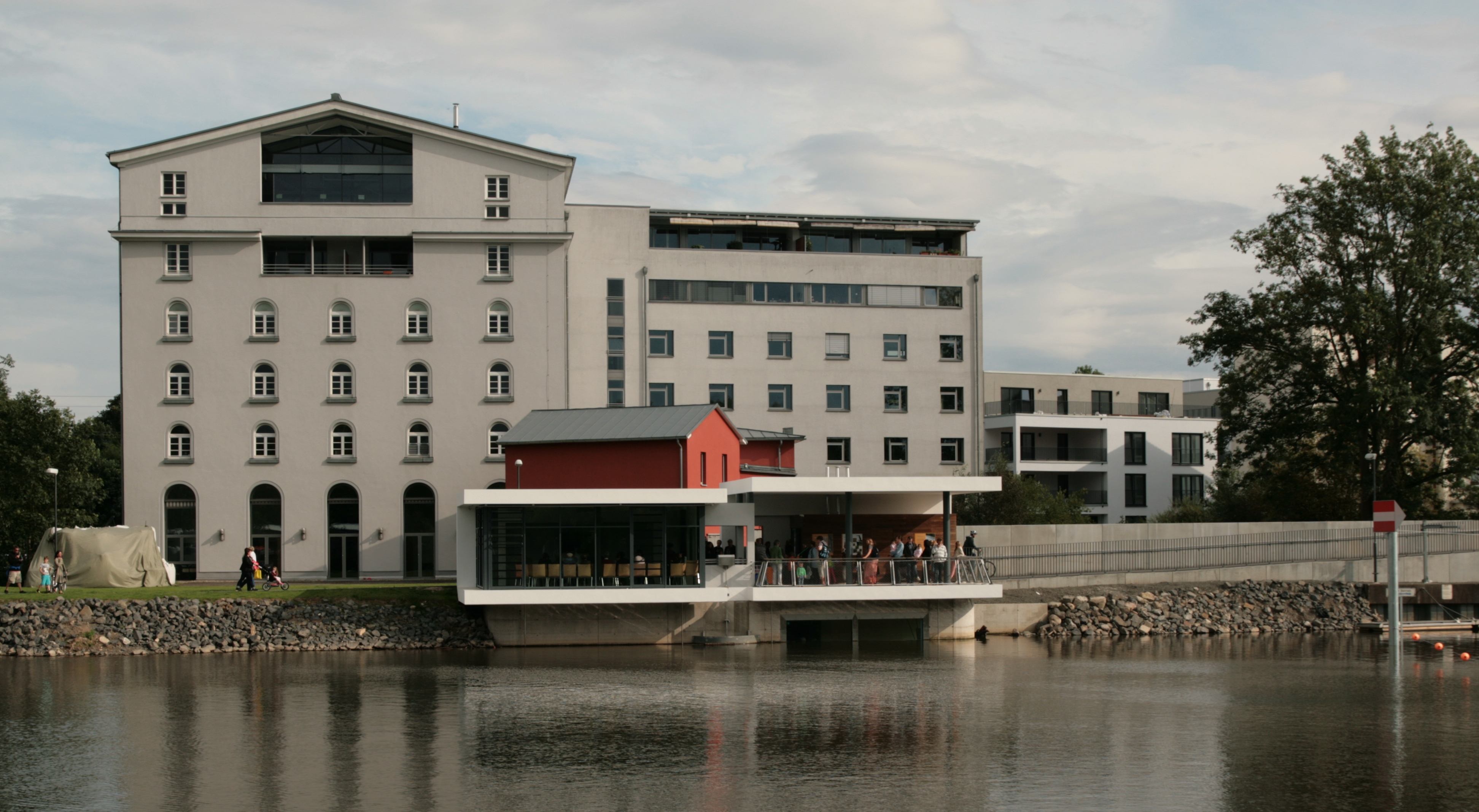
Das Lahnfenster vor der Klinkel’schen Mühle. In der Mitte des Gebäudes ist der Einlauf zum Fischaufstieg.
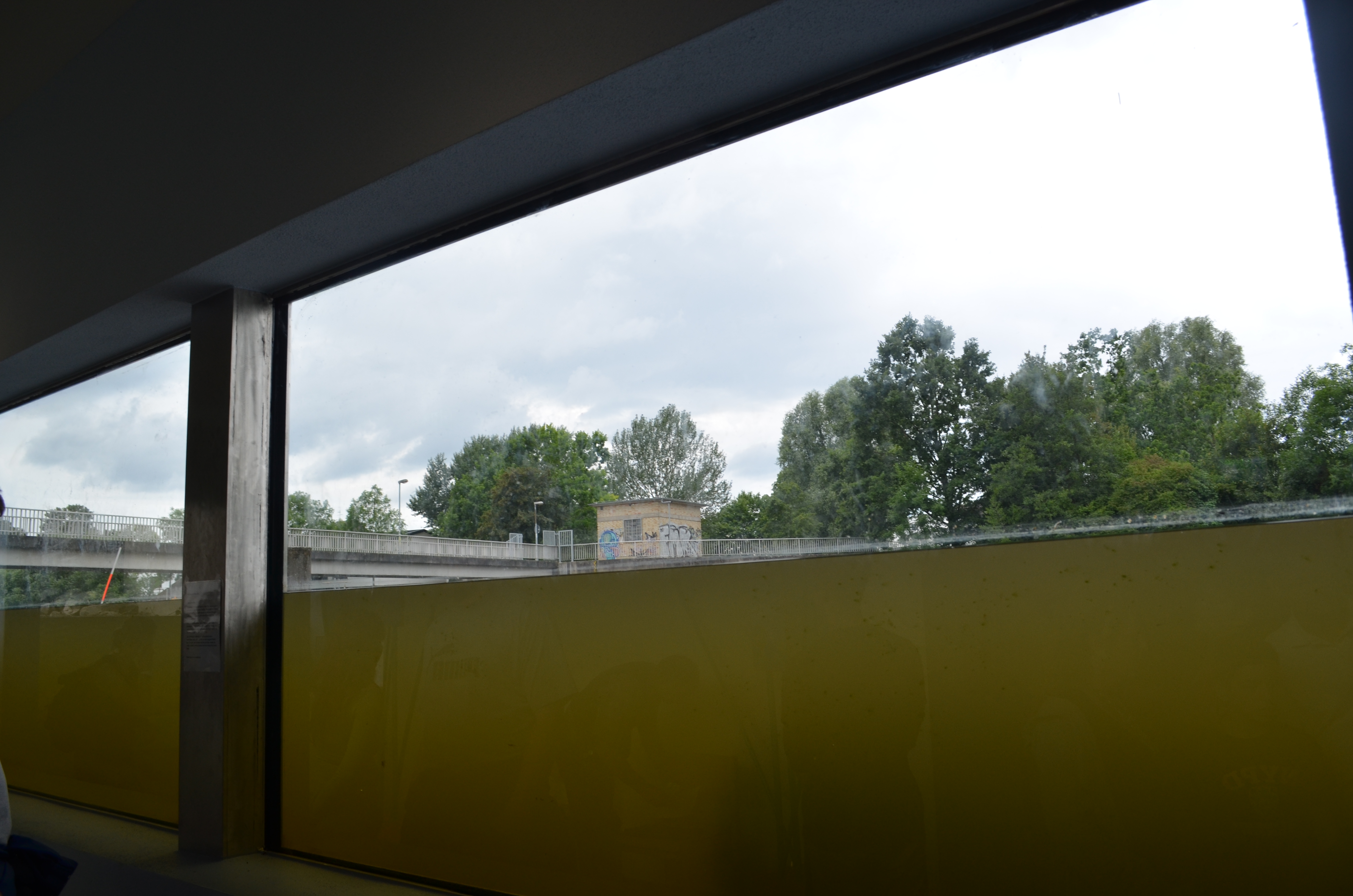
Blick durch die Fenster in das Wasser der Lahn
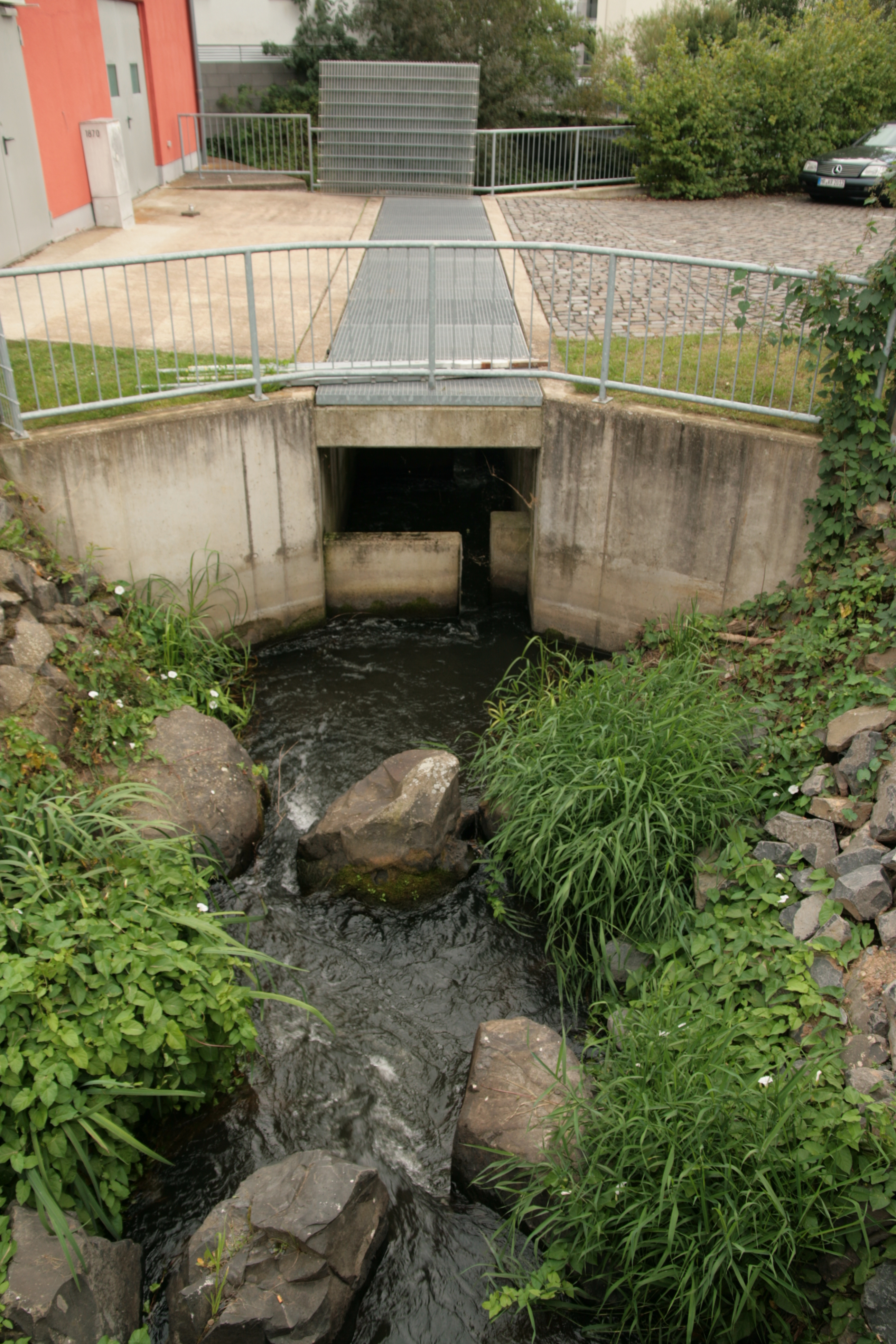
Der Beginn der Fischaufstiegsanlage hinter dem Lahnfenster
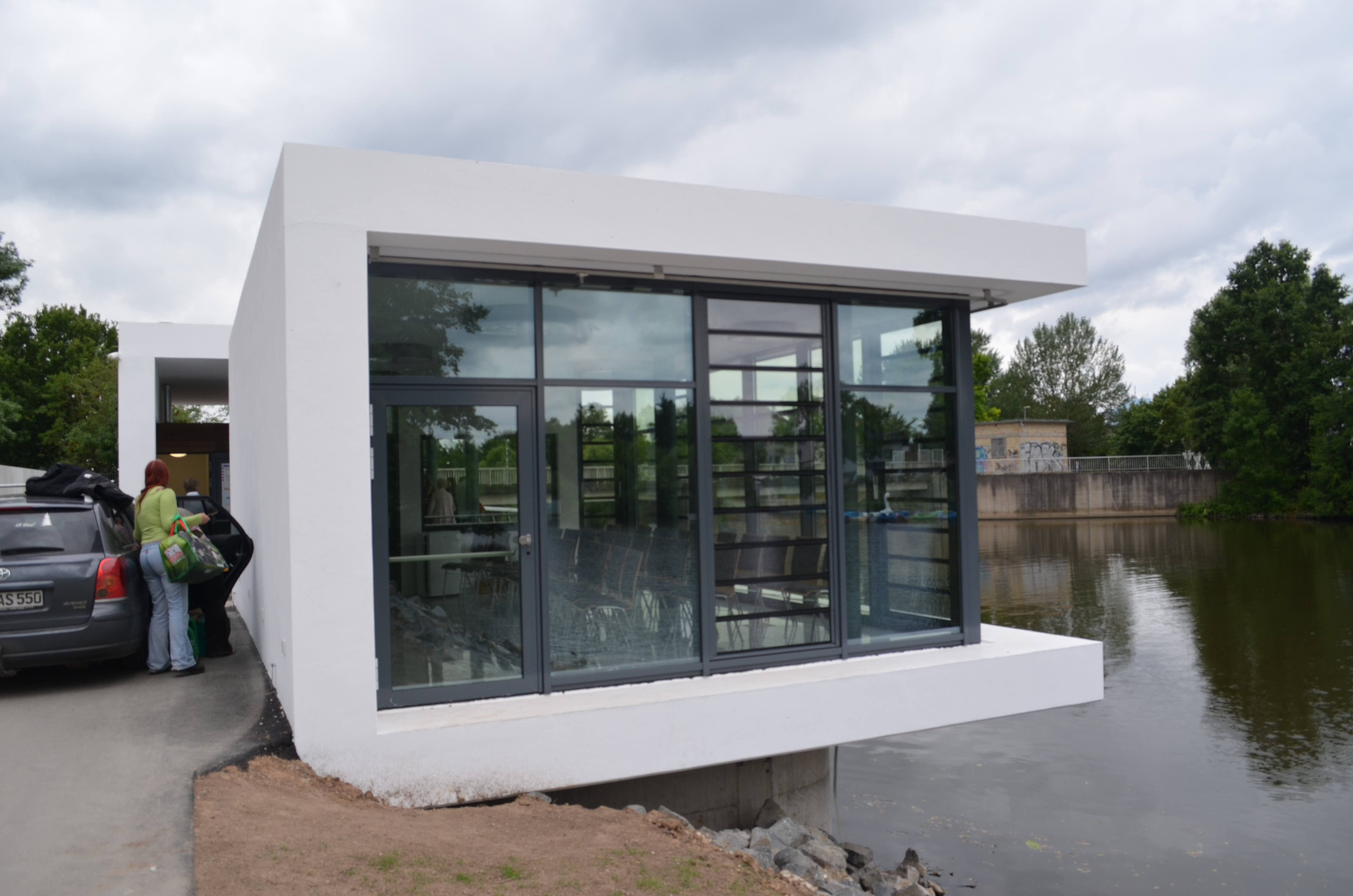
Blick von Nordosten
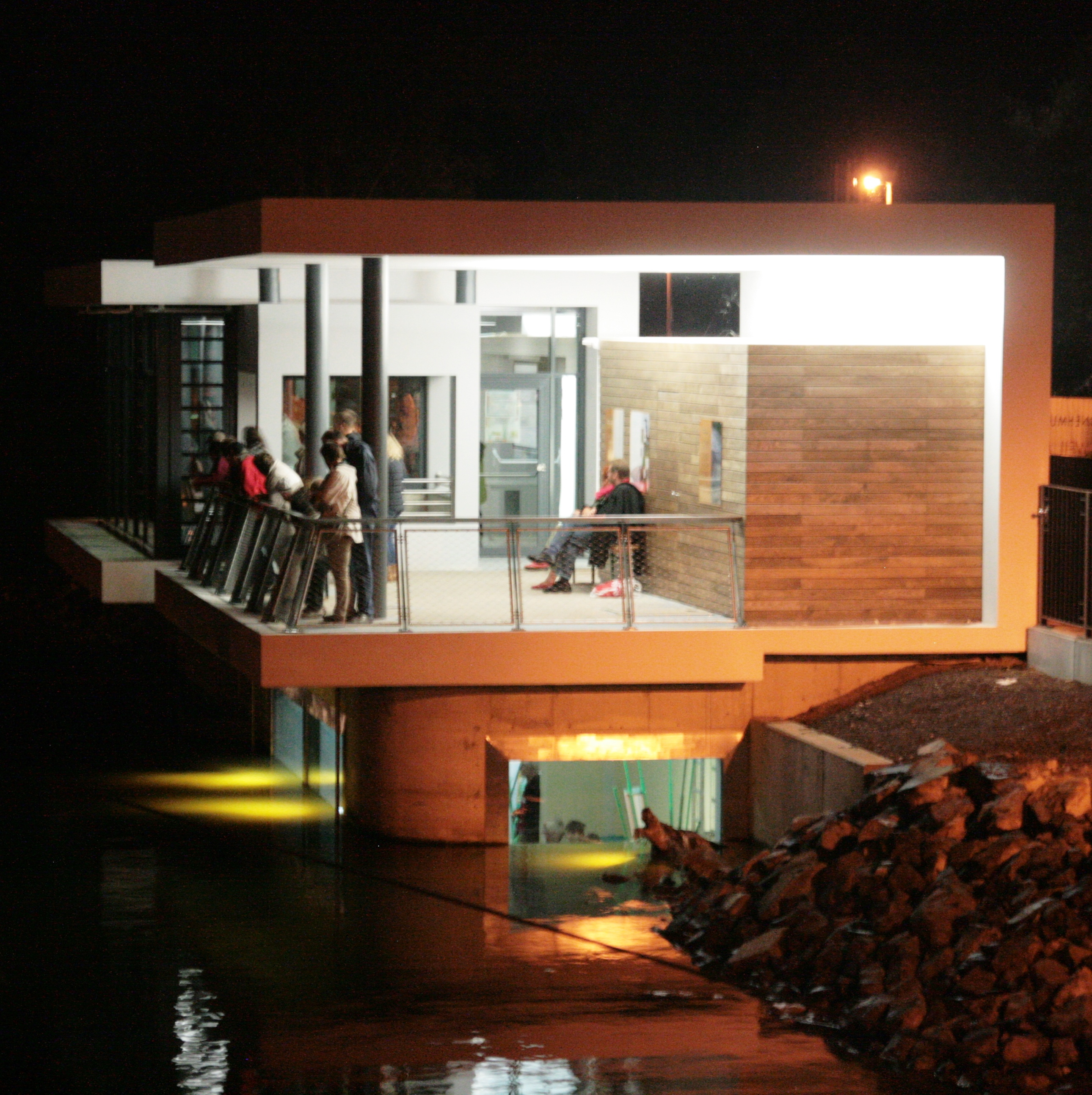
Das Lahnfenster bei der Veranstaltung Schlammbeisers Lahnlust im August 2014

Der über 840.000 Euro teure Neubau wurde nach einer Bauzeit von sieben Monaten am 9. Juni 2014 eröffnet. Nach dem Umbau ist der unterirdische Raum jetzt ca. 40 Quadratmeter groß und enthält drei Quadratmeter große Spezialglasscheiben sowohl in Richtung Fischwanderweg als auch direkt in die Lahn. Hier können unter anderem auch in einer Flachwasserzone Fische beobachtet werden. Neu errichtet wurden auf dem Untergeschoss eine Aussichtsplattform sowie ein Pavillon, der einen Ausstellungs- und Schulungsraum bietet. Finanziert wurde die Maßnahme durch Mittel aus der Abwasserabgabe. Nach der Wiedereröffnung wurde das Informationszentrum innerhalb von drei Monaten von 38.000 Menschen besucht.
Die Naturschutzabteilung des Regierungspräsidiums wird künftig aus den Aufzeichnungen von drei Webcams die besten Aufnahmen auswerten und über einen Youtube-Kanal bzw. die Facebook-Seite des RPs veröffentlichen. Mit der Maßnahme sollen der Öffentlichkeit zum einen die Gewässerbewirtschaftung, zum anderen die Zielsetzung der Europäischen Wasserrahmenrichtlinie vermittelt werden.